# Embelia canescens
Embelia canescens là một loài thực vật có hoa trong họ Anh thảo. Loài này được Jack ex Roxb. mô tả khoa học đầu tiên năm 1824.